# Edmundo
Edmundo (polno ime Edmundo Alves de Souza Neto), brazilski nogometaš, * 2. april 1971, Niterói, Brazilija.
Za brazilsko reprezentanco je odigral 39 uradnih tekem in dosegel deset golov.